# Primož Peterka
Primož Peterka, född den 28 februari 1979 i Domžale nära Ljubljana, är en slovensk tidigare backhoppare, som tävlade i världscupen mellan 1995 och 2011, och nuvarande backhoppstränare. Han representerade SK Triglav Kranj. 

## Karriär
Primož Peterka debuterade i världscupen under tysk-österrikiska backhopparveckan säsongen 1995/1996. Peterkas första seger i en deltävling i världscupen är från den 27 januari 1996 i polska Zakopane. Totalt har han tagit 15 segrar i världscupen. Han tävlade 11 säsonger i världscupen. Han vann världscupen totalt två gånger, säsongerna 1996/1997 (före Dieter Thoma från Tyskland och Kazuyoshi Funaki från Japan) och 1997/1998 före Funaki och Andreas Widhölzl från Österrike. Peterka vann även backhopparveckan säsongen 1996/1997, före Andreas Goldberger från Österrike och Dieter Thoma. Peterka blev nummer fem i backhopparveckan säsongen 2002/2003. Han var 45,2 poäng efter sammanlagtvinnaren Janne Ahonen från Finland och 5,0 poäng från en pallplats. 
Peterka deltog i junior-VM 1996 i Asiago i Italien. Der vann han en silvermedalj i den individuella tävlingen, bara slagen av Michael Uhrmann från Tyskland. I lagtävlingen vann han en bronsmedalj med det slovenska laget, efter segrande Tyskland och silvermedaljörerna från Österrike.
Peterkas första världsmästerskap var VM 1997 i Trondheim där han som bäst i de individuella tävlingarna tog en 13:e plats i stora backen. I lagtävlingen blev han nummer 6 tillsammans med lagkamraterna från Slovenien. Under Skid-VM 1999 i Ramsau i Österrike blev han nummer 22 (normalbacken) och 36 i de individuella tävlingarna. I laghoppningen blev Slovenien, med Peterka i laget, nummer fem. I VM 2003 i Val di Fiemme blev Peterka nummer 18 i normalbacken och nummer 15 i stora backen. I lagtävlingen blev han nummer 6.
Bättre gick det vid VM 2005 i Oberstdorf där han var med i det slovenska lag som slutade på tredje plats i lagtävlingen i normalbacken. Slovenien (Primož Peterka, Jure Bogataj, Rok Benkovič och Jernej Damjan) vann bronsmedaljen 39,0 poäng efter guldvinnarna från Österrike och 34,5 poäng efter Tyskland. I lagtävlingen i stora backen blev Peterka och Slovenien nummer fyra, 8,9 poäng från en bronsmedalj. Peterka blev nummer 32 (normalbacken) och 24 i de individuella tävlingarna. 
Primož Peterka tävlade i 5 skidflygnings-VM. Hans första VM, i Oberstdorf 1998. Han blev nummer 12 i skidflygnings-VM 2002 i Čerťák i Harrachov i Tjeckien. I VM 2004 på hemmaplan i Letalnica i Planica arrangerades lagtävling i skidflygning för första gången. Där blev Peterka och lagkamraterna nummer 6. Individuellt blev Peterka nummer 31. I Kulm i Bad Mitterndorf i Österrike 2006 blev slovenerna nummer fem i lagtävlingen och Peterka blev nummer 31 individuellt. I sitt sista skidflygnings-VM, i Heini Klopfer-backen i Oberstdorf 2008, blev Peterka nummer 28 individuellt och nummer 12 i lagtävlingen.
Peterka har deltagit i tre olympiska spel och hans bästa placering är bronset i lagtävlingen i stora backen från OS 2002 i Salt Lake City. Individuellt är hans bästa placering en femte plats i stora backen från OS 1998 i Nagano. 
Primož Peterka avslutade sin aktiva idrottskarriär 2011.

## Senare karriär
Peterka har efter avslutad backhoppningskarriär varit verksam som assistentränare för slovenska damlandslaget i backhoppning.

## Utmärkelser
Peterka utsågs både 1997 och 1998 till Sloveniens bästa idrottsman.